# سادوونه
سادوونه (به لهستانی:  Sadowne) یک روستا در لهستان است که در گمینا سادوونه واقع شده‌است. سادوونه ۱٬۲۰۰ نفر جمعیت دارد.